# Kapuzinerkloster Salzburg

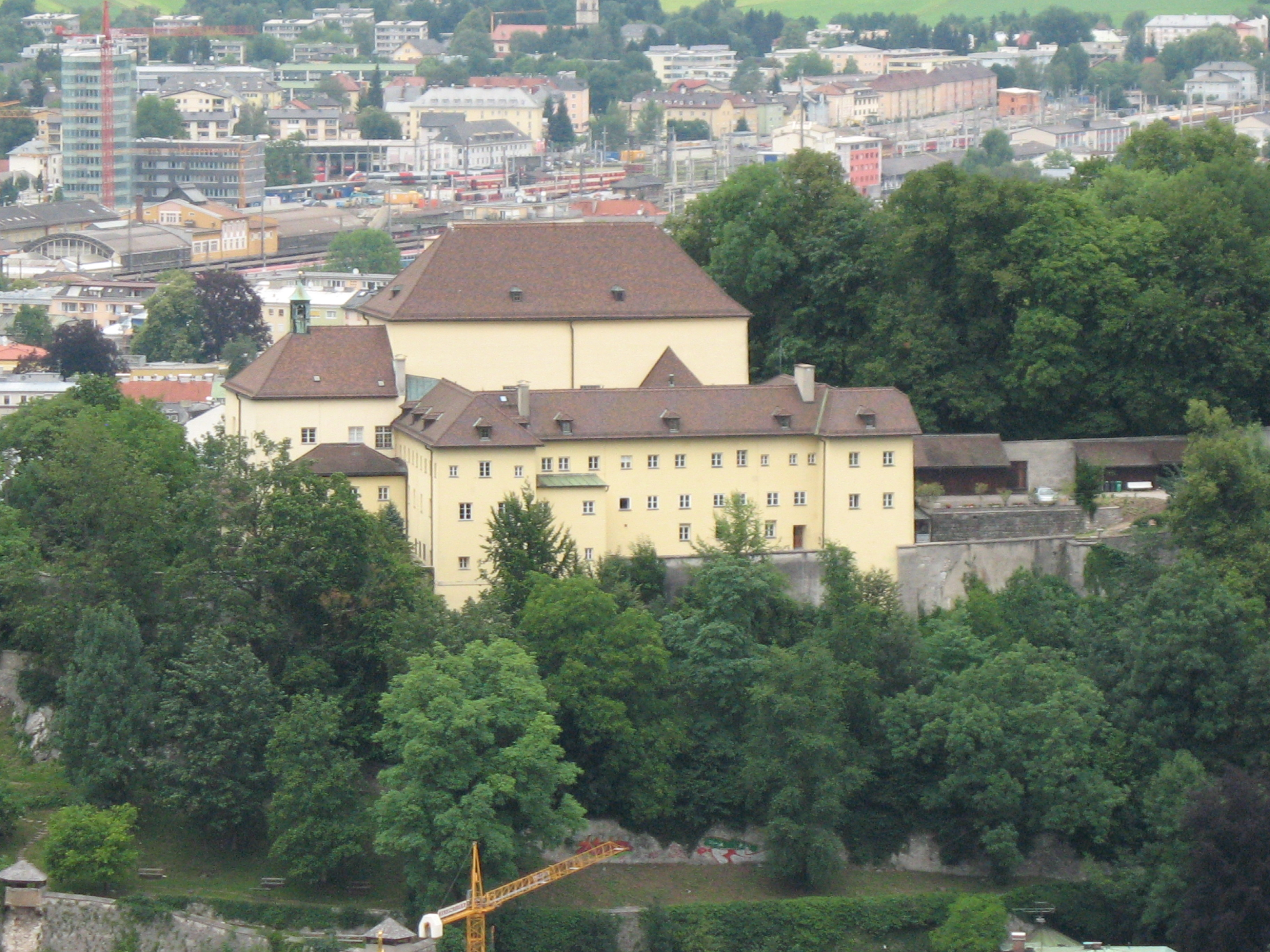
Ansicht vom Rudolfskai

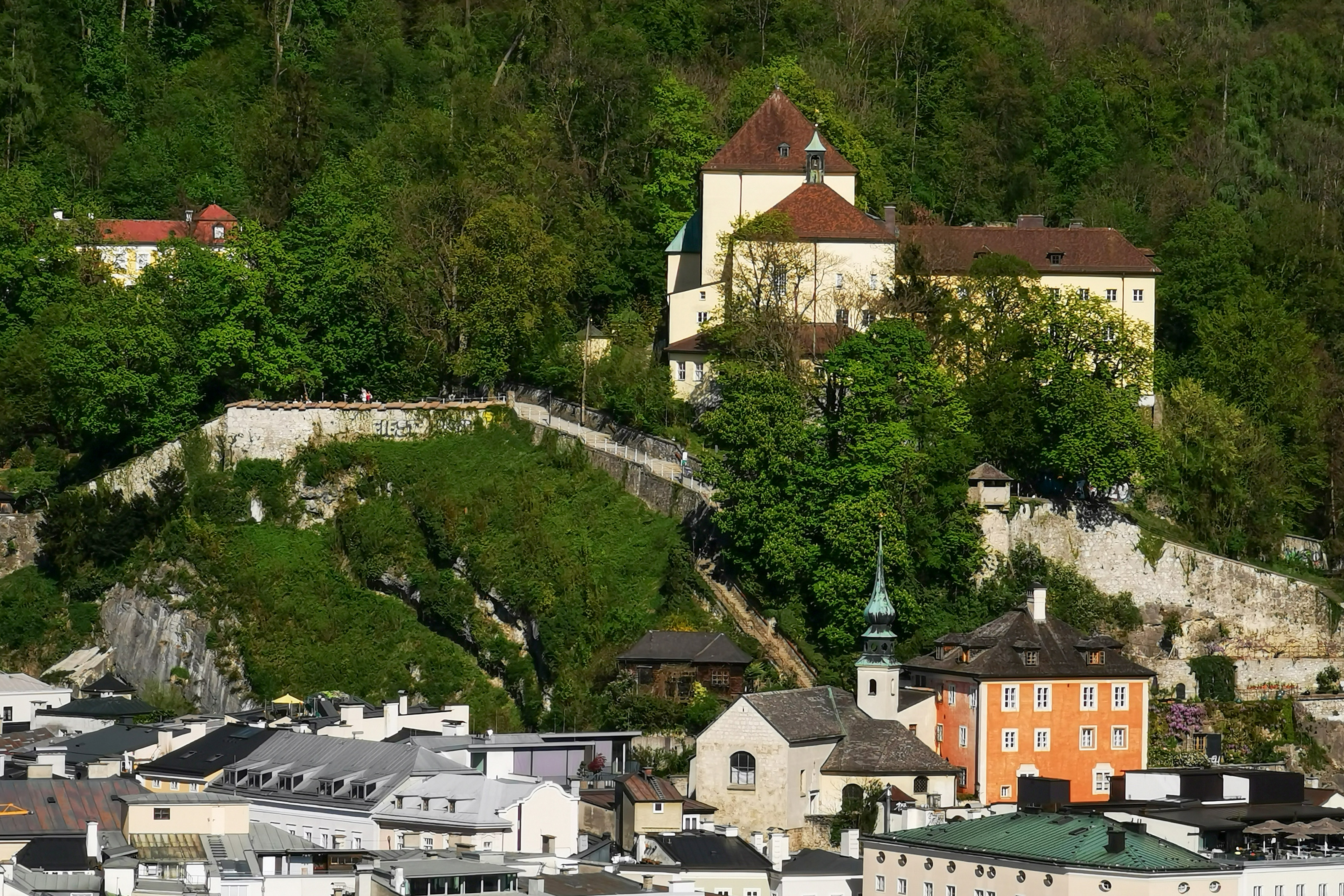
Ansicht vom Mönchsberg

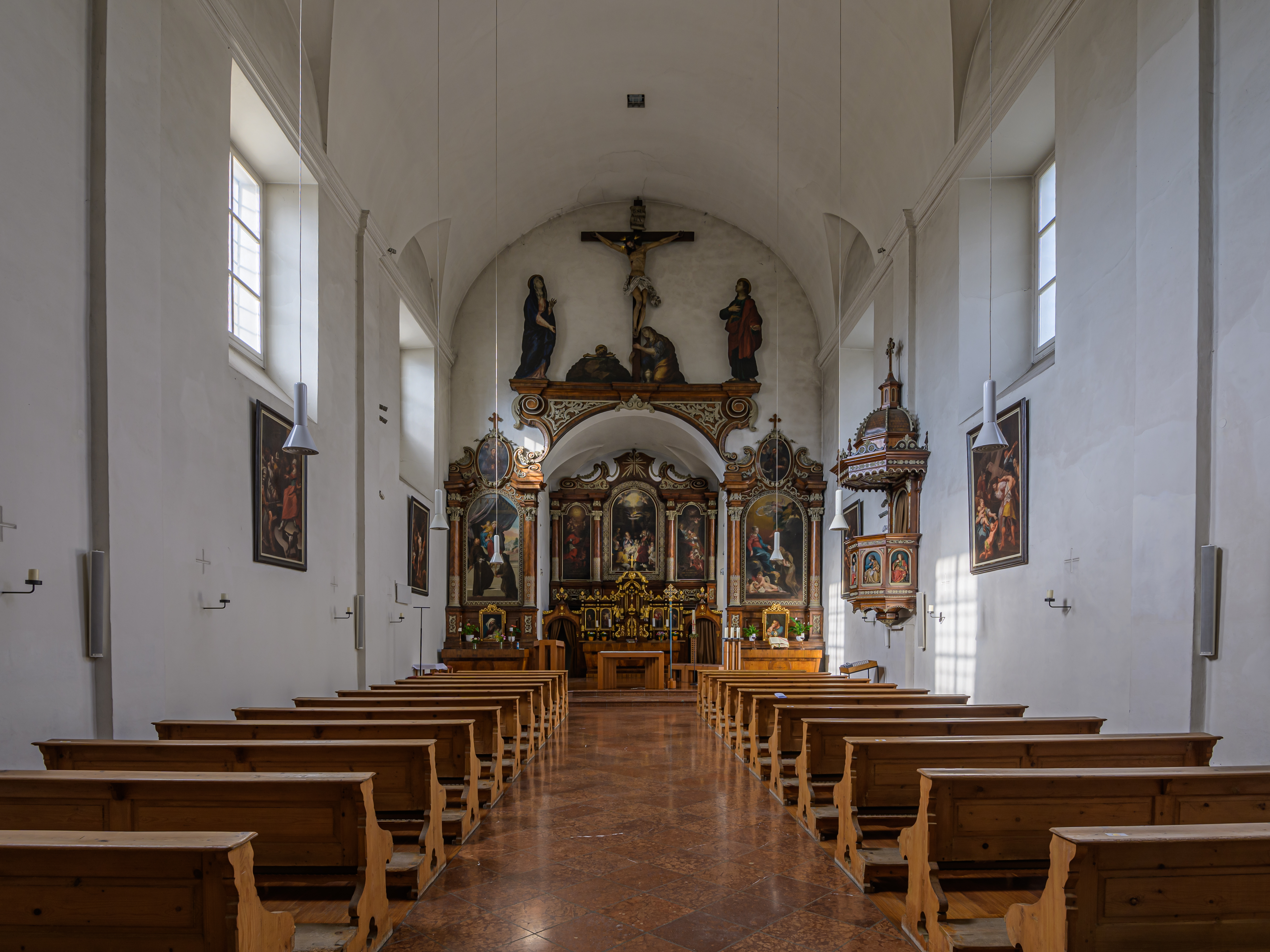
Kirche des Kapuzinerklosters

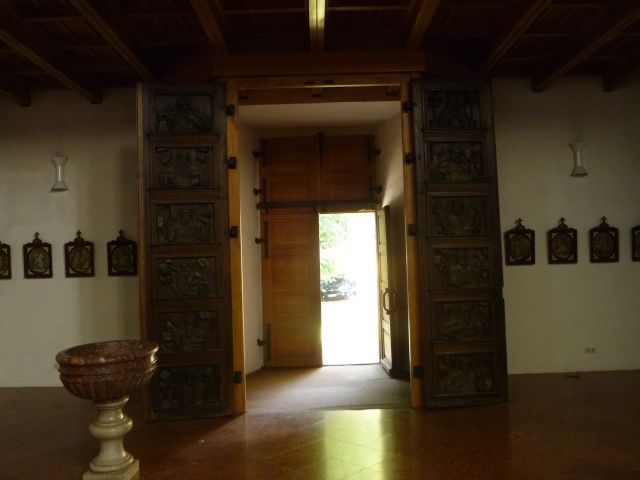
Eichenholztüre im Kapuzinerkloster

Das Kapuzinerkloster Salzburg liegt auf dem Kapuzinerberg in Salzburg in Österreich. 
Fürsterzbischof Wolf Dietrich von Raitenau holte als Antwort auf die Reformation als zweiten Bettelorden nach den Franziskanern 1596 die Kapuziner nach Salzburg. Gerade die einfache Art der Kapuziner, die dem evangelischen Geist entgegenkam, sollte die Bürger zur katholischen Kirche zurückführen. Wie das Kloster Nonnberg über der Altstadt, so thront das Kapuzinerkloster über der Neustadt. 

Die Anlage Kapuzinerkloster und -kirche, hl. Bonaventura, Trompeterschlössl und Mauern steht unter Denkmalschutz (Listeneintrag) und gehört zum UNESCO-Welterbe Historisches Zentrum der Stadt Salzburg.

## Geschichte des Klosters

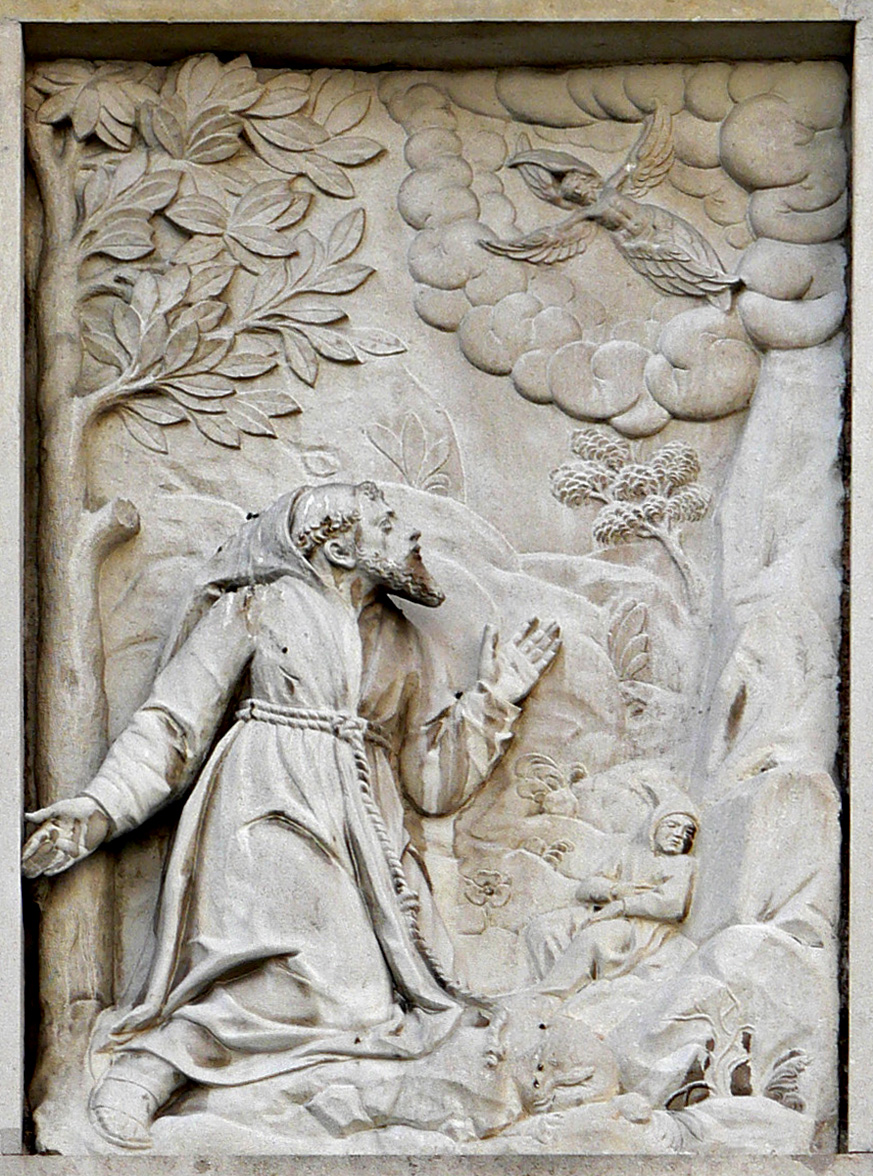
Franziskus von Assisi

An der Stelle der Kirche stand zuvor das  Trompeterschlössl.
Bereits 1620 erfolgte eine erste Vergrößerung des Klosters. 1668 war das Kloster neben Bozen und Innsbruck auch Studienkloster des Ordens geworden. Deshalb musste es 1690 nochmals erweitert werden und reichte nun teilweise direkt an die starke Basteimauer heran. Seit damals besitzt das Kloster, von einem niedrigen Quergang geteilt zwei kleine Innenhöfe. Das Kloster hatte damit bereits seine heutige Form erhalten. Die Ordensleute blieben im Lauf der Jahrhunderte gegenüber dem Landesherren und Bischof stets unabhängig, sie waren nur dem Papst untergeben. 
Fürsterzbischof Hieronymus von Colloredo war kein Freund der Bettelorden. Er teilte nach internen Spannungen die alte Kapuzinerorden-Provinz Tirol-Salzburg und verwies die Tiroler Ordensbrüder. 1810/11 wurde das Kloster dann von den Franzosen beschlagnahmt, der Klostergarten wurde damals demonstrativ als Pferdeweide missbraucht. 1813 mussten die Ordensbrüder nochmals für 13 Wochen ins Franziskanerkloster übersiedeln, weil nun die Bayern das Kloster besetzt hielten. Noch schlimmer sollte die Zeit des Nationalsozialismus werden. 1939 wurde das Kloster samt Kirche enteignet. Es sollte abgerissen werden, um Platz für das geplante gigantische Gauforum zu schaffen. Die Klosterbrüder harrten in dieser Zeit großteils in Maria Plain aus. Der Klostergarten wurde zeitweise für die Allgemeinheit geöffnet. Nach der Rückkehr der Ordensbrüder  1945 war die Kirche lange von Flüchtlingen mitbewohnt. Das Klostergebäude verwahrloste immer mehr, was das Ordensleben sehr störte. Die letzte große Renovierung des Klosters erfolgte 1980–1983. Damals wurden auch die alte Engelsbrunnen-Zisterne und alte Rundbogenportale des Trompeterschlössls wiederentdeckt und als Schmuckstücke des Klosters restauriert. Heute ist das Kloster als Noviziat eine wichtige Ausbildungsstätte der Kapuziner für den gesamten deutschsprachigen Raum (seit 1998).
Während seines dreitägigen Salzburgbesuches 1988 wohnte Papst Johannes Paul II. in dem Kloster.

## Die Klosterkirche
Die Klosterkirche am Kapuzinerberg wurde 1602 geweiht. Die Kirche trägt das Doppelpatrozinium des heiligen Franziskus von Assisi und des heiligen Johannes Bonaventura. Die bekannten zehn Reliefdarstellungen, die die Eichenholztüre der Klosterkirche schmücken und um 1450 gefertigt wurden, stammen vermutlich aus dem alten romanischen Dom.

## Der Klostergarten
Für die Kapuziner fehlte nach 1600 anfangs noch ein Blumen- und Gemüsegarten, wie er für die Jünger des heiligen Franziskus stets wichtig war und ist. Wolf Dietrich hatte diesen daher im Jahr 1607 vom bürgerlichen Buchführer Jakob Mayr gekauft und den Kapuzinern geschenkt. Der Heilige Franziskus hatte ein besonders inniges Verhältnis zur Natur. War der Klostergarten zuvor vor allem Nutz- und Heilkräutergarten, so wurde er den Kapuzinern zum vielschichtig gestalteten Ziergarten. Er lässt den Brüdern Muße für MEDITATIO und CONTEMPLATIO.